# Poucettes
Pour les articles ayant des titres homophones, voir Poucette et Poussette.

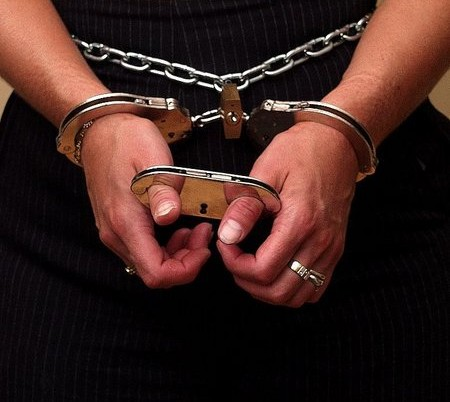
Poucettes d'un seul tenant passées autour des pouces d'une personne déjà menottée aux poignets.

Les poucettes (parfois dites menottes à pouces) sont un instrument d'entrave pour les pouces. Elles sont formées de deux petits bracelets reliés avec lesquelles on serre ensemble les deux pouces d'un prisonnier. Les bracelets sont liés d'un seul bloc ou par une corde ou une chaînette, formant alors une paire de petites menottes.
Le commerce de poucettes est interdit dans l'Union Européenne par le règlement concernant le commerce de certains biens susceptibles d'être utilisés en vue d'infliger la peine capitale, la torture ou d'autres peines ou traitements cruels, inhumains ou dégradants,.